# همیشه بهار باتلاقی
همیشه بهار باتلاقی (نام علمی: Caltha) نام یک سرده از تیره آلالگان است.

## نگارخانه

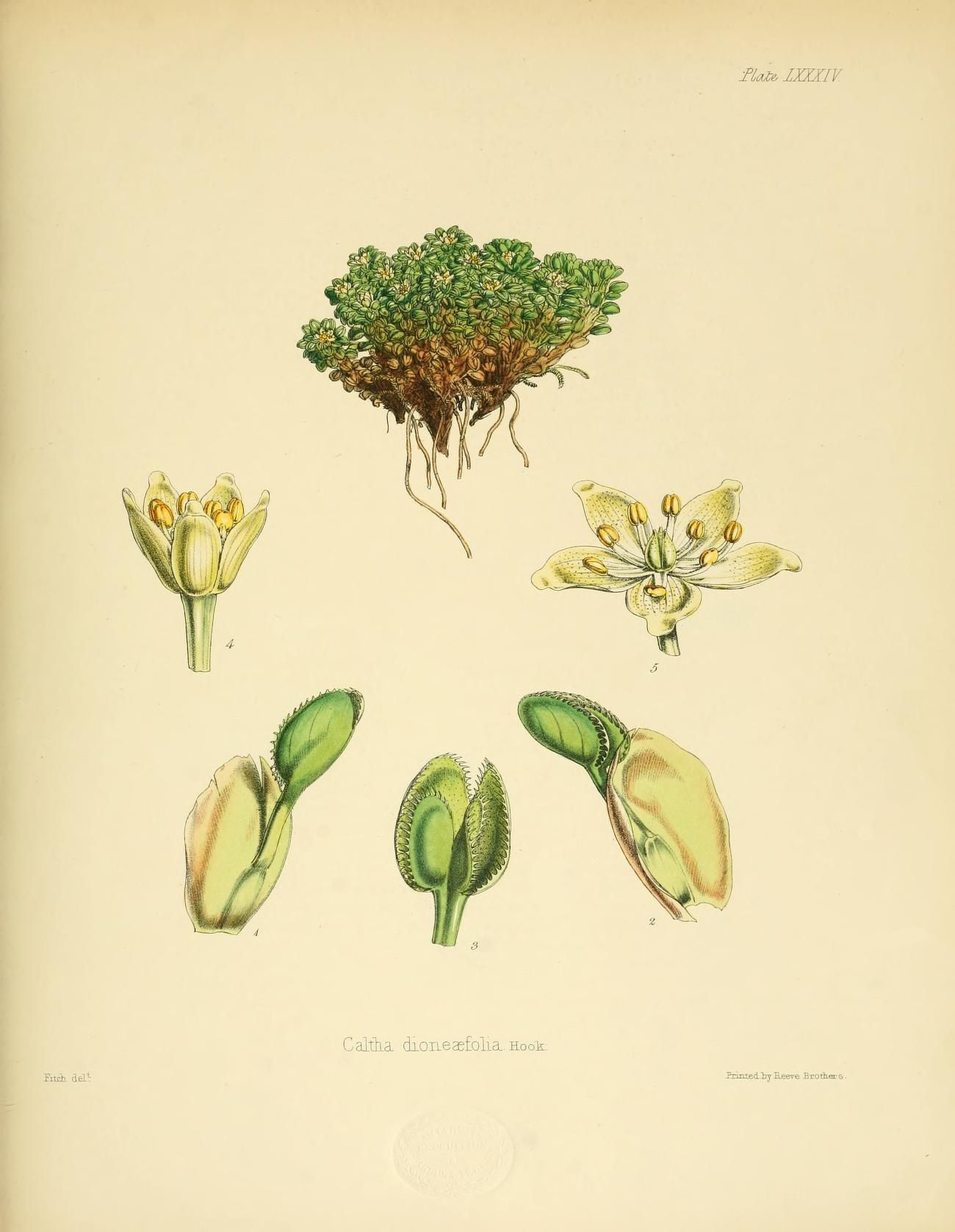
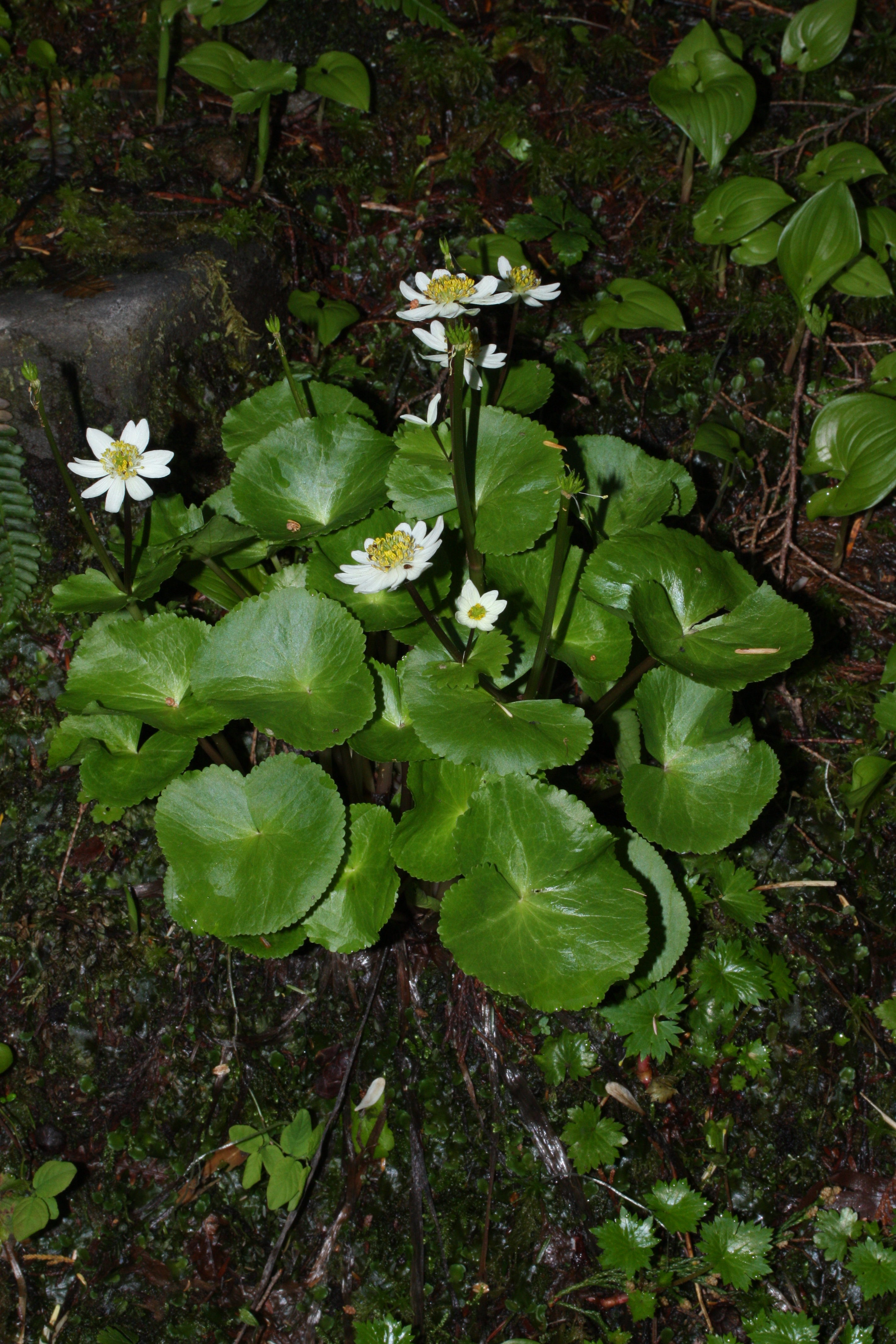
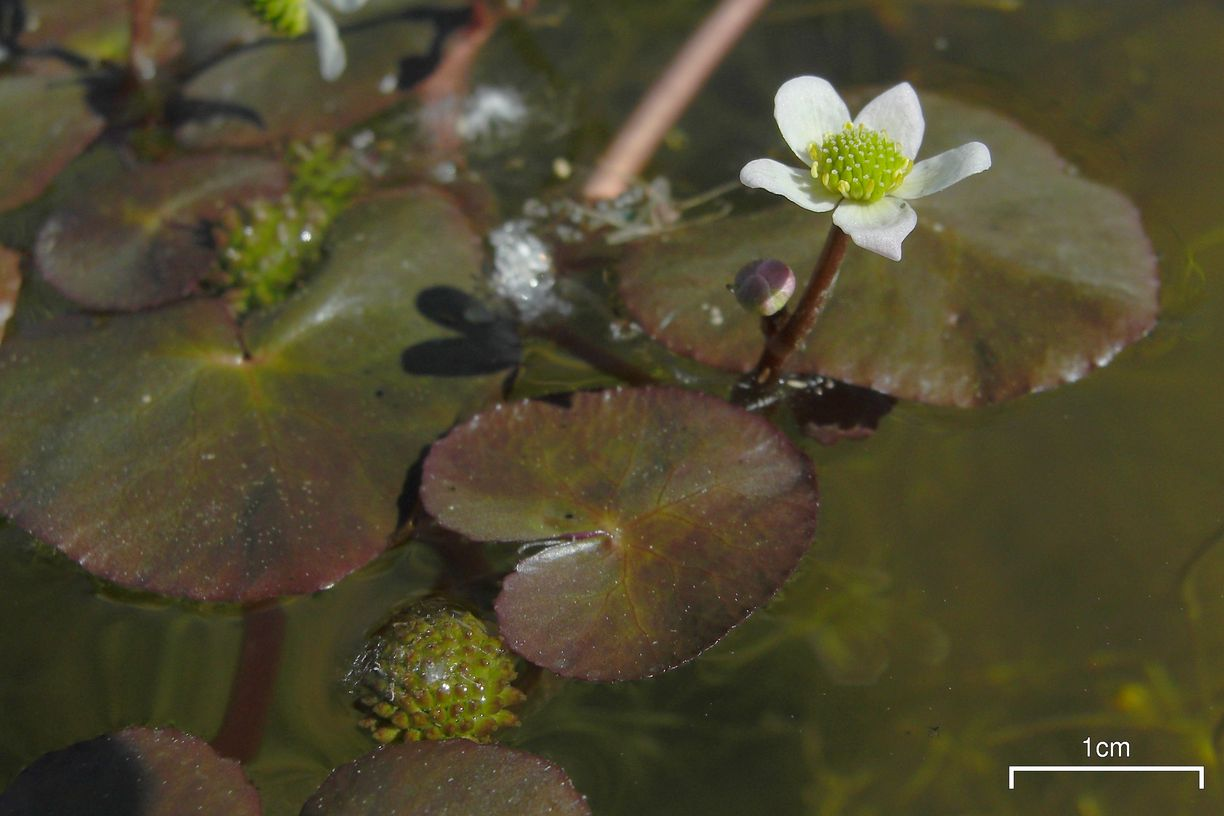
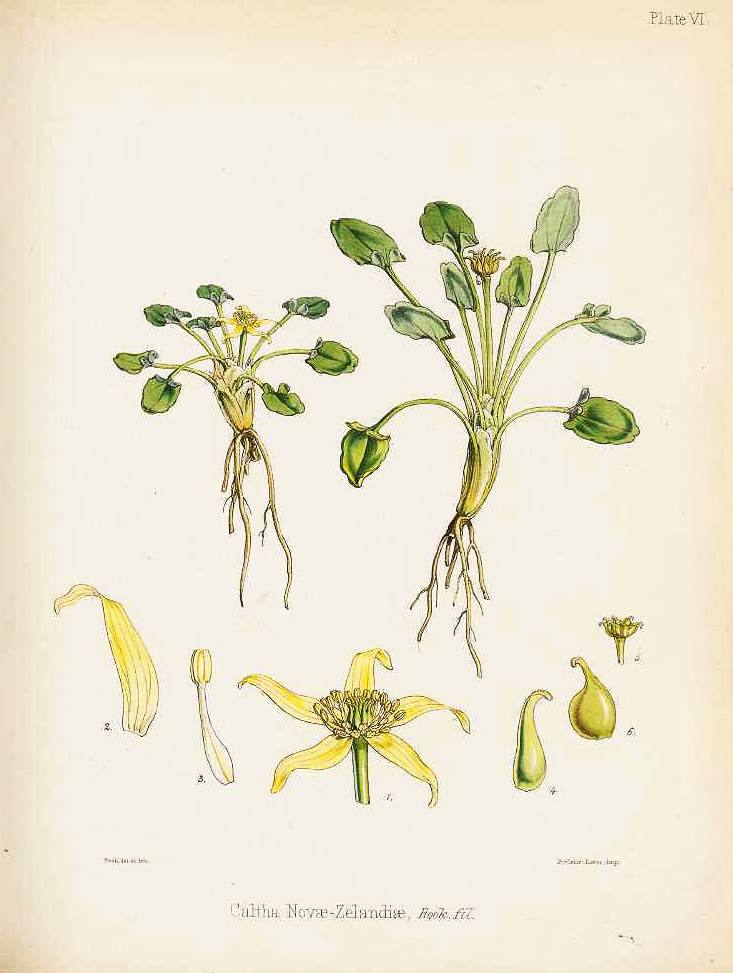
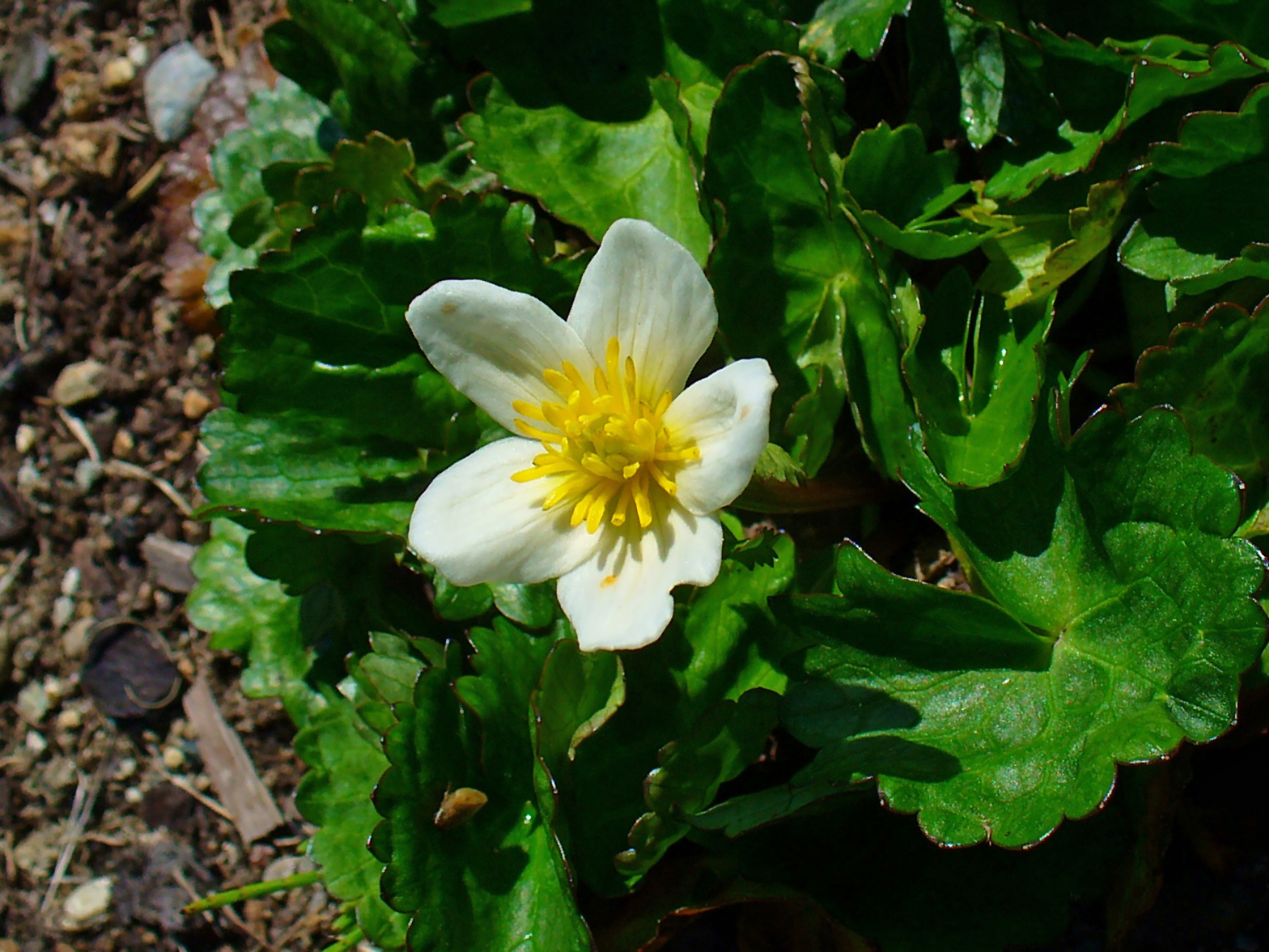
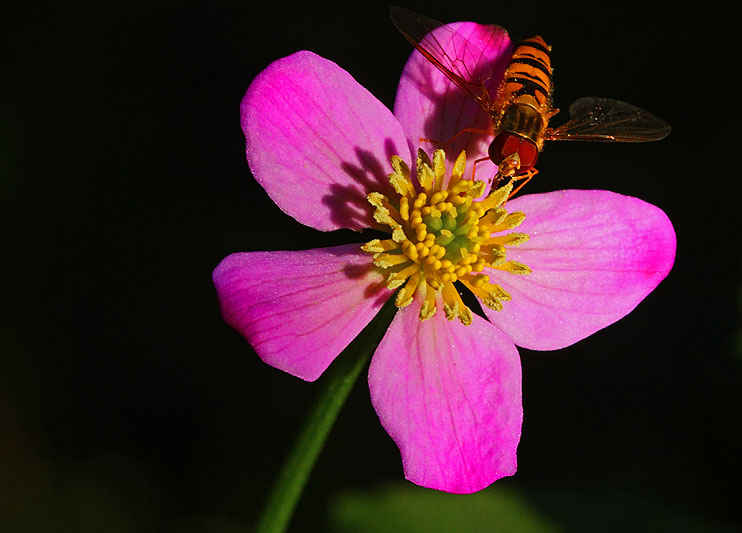
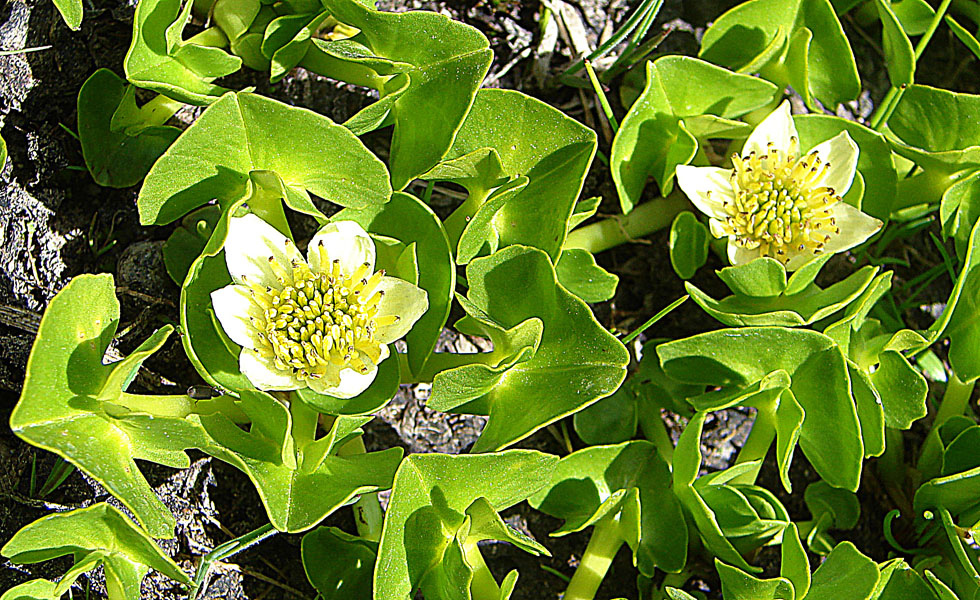